# 寺薗淳也
寺薗 淳也（てらぞの じゅんや、1967年 - ）は日本の天文学者、情報学者、社会起業家。元会津大学准教授。宇宙航空研究開発機構（JAXA）などを経て、宇宙開発の普及・啓発活動を行う。
合同会社ムーン・アンド・プラネッツ代表社員(業務執行社員)、有限会社ユニバーサル・シェル・プログラミング研究所 上級UNIXエバンジェリスト。ウェブサイト「月探査情報ステーション」主宰者(編集長)。ASIOS客員。NPO法人日本火星協会理事。

## 経歴
1967年、東京都に生まれる。昭和女子大学附属昭和小学校、麻布中学校・高等学校卒業。名古屋大学理学部地球科学科卒業。東京大学大学院理学系研究科地球惑星物理学専攻博士課程中退（学位は修士 ）。
宇宙開発事業団（NASDA）職員、宇宙航空研究開発機構（JAXA）職員、財団法人日本宇宙フォーラム職員、会津大学准教授、情報通信研究機構有期研究技術員を経て、合同会社ムーン・アンド・プラネッツ代表社員(業務執行社員)、有限会社ユニバーサル・シェル・プログラミング研究所 上級UNIXエバンジェリスト。
専門は惑星科学と情報科学。
また、UFO研究者としてNHKの「幻解!超常ファイル」に出演し、UFO画像の解析や解説を行っている他、ASIOSの客員として超常現象や陰謀論の調査分析も行っている。
2022年11月発刊の著書『2025年、人類が再び月に降り立つ日 宇宙開発の最前線』（祥伝社新書）は、第54回星雲賞（2023年8月5日発表予定）のノンフィクション部門に参考候補作としてノミネートされた。

## 社会起業家としての活動
寺薗が代表社員(業務執行社員)を務める合同会社ムーン・アンド・プラネッツは以下の事業を目的とする法人である。
1. 宇宙開発に関する広報及び普及啓発活動の実施
2. 宇宙開発に関するイベントの企画・運営・構想提案
3. 宇宙開発に関する調査・研究の受託・実施
4. 宇宙開発で得られたデータの解析受託・実施
5. 宇宙開発に関するソフトウェアの開発受託
6. 宇宙開発に関わる人材の育成・支援、キャリア・コンサルティング
7. その他前各号に附帯関連する一切の事業

## 著書

### 単著
- 『惑星探査入門 : はやぶさ2にいたる道、そしてその先へ』(朝日新聞出版、2014年)
- 『夜ふかしするほど面白い「月の話」』(PHP研究所、2018年)
- 『宇宙探査ってどこまで進んでいる? : 新型ロケット、月面基地建設、火星移住計画まで』(誠文堂新光社、2019年)
- 『宇宙開発の不都合な真実』(彩図社、2022年)
- 『2025年、人類が再び月に降り立つ日 宇宙開発の最前線』(祥伝社、2022年)

### 共著・共訳・監修
- 『最新・月の科学 : 残された謎を解く』(NHK出版、2008年、共著)
- 『イケナイ宇宙学 : 間違いだらけの天文常識』(楽工社、2009年、共訳)
- 『はやぶさ君の冒険日誌』(毎日新聞社、2012年、監修)
- 『はじめての宇宙旅行ガイド1 ISSに泊まる旅行』(フレーベル館、2022年、監修)[21]
- 『はじめての宇宙旅行ガイド2 月・火星を訪ねる旅行』(フレーベル館、2023年、監修）
- 『知れば知るほどロマンを感じる！宇宙の教科書』(ナツメ社、2023年、共同監修)

### 執筆者として参加
- 『天文学大事典』(地人書館、2007年)[22]
- 『いまさらきけない 物理の疑問 身近に感じる物理編』(技術評論社、2009年5月)
- 『読んでなっとく 物理の疑問 科学の不思議が楽しくわかる』(技術評論社、2009年12月)
- ASIOS著『謎解き　超常現象II』(彩図社、2010年4月)
- ASIOS、奥菜秀次、水野俊平『検証 陰謀論はどこまで真実か』文芸社、2011年1月19日、担当範囲（第1章 私たちの日常は陰謀に満ちている!? — 日常生活編　有害物質を大量に含んだ雲ケムトレイルに気をつけろ）頁。ISBN 978-4286228426。
  - ASIOS『増補版 陰謀論はどこまで真実か』文芸社、2021年7月15日、担当範囲:107-116（第2章　私たちの生活に関わる陰謀論　有毒物質を大量に含んだ雲「ケムトレイル」が空に浮かんでいる？）頁。ISBN 978-4286228426。
- ASIOS著『謎解き古代文明』(彩図社、2011年5月)
- ASIOS著『「新」怪奇現象41の真相』(彩図社、2016年1月)
- ASIOS著 『映画で読み解く「都市伝説」』(洋泉社、2016年6月)
- 『地形の辞典』(朝倉書店、2017年2月)
- 『日本の未来100年年表』(洋泉社、2017年10月)
- 『宇宙開発をみんなで議論しよう』 (名古屋大学出版会、2022年、担当範囲:第Ⅱ部議論その2、コラム「宇宙ビジネス」、第Ⅴ部3章[23])
- 左巻健男＋RikaTan委員『雑誌『RikaTan（理科の探検）』 2008年12号』株式会社 文理、2008年11月26日、担当範囲:64-65（【連載】ニセ科学を斬る アポロ月陰謀論の批判）頁。[21]
- 左巻健男＋RikaTan委員『雑誌『RikaTan（理科の探検）』 2014年冬号（1月号）「特集1 雲、雪、台風に迫る！」（通巻13号）』株式会社 文理、2014年11月26日、担当範囲（「ケムトレイルに気をつけろ」に気をつけろ）頁。[21]
- 左巻健男＋RikaTan委員『雑誌『RikaTan（理科の探検）』 2016年冬号（1月号）「特集　陰謀論の正体!? 2016」（通巻23号）』株式会社 文理、2016年10月26日、担当範囲:54-59（まーだ「アポロ疑惑」を信じてるの？　〜アポロ月着陸がまだ信じられないあなたのための、再「アポロ疑惑」入門〜）頁。[21]

ほか

## 出演

### ラジオ
- 『森本毅郎・スタンバイ!』現場にアタック「火星大接近」、TBSラジオ、2003年7月25日[24]
- 『サントリー・サタデー・ウェイティング・バー』、TOKYO FM、2003年10月11日
- 『Earth Dreaming〜ガラスの地球を救え!』、朝日放送ラジオ、2004年2月1日
- 『Daily Planet』Humming bird、TOKYO FM、2007年9月25日、2008年2月19日
- 『安蒜豊三 夕焼けナビ』聞きナビ「中秋の名月あれこれ」、東海ラジオ、2013年9月17日
- 『荒川強啓 デイ・キャッチ!』ニュースクリップ、TBSラジオ、2016年6月2日
- 『TIME LINE』「日本が火星探査に挑む意味」、TOKYO FM、2016年1月20日
- 『トーキング ウィズ 松尾堂』「アポロから50年 月と日本の宇宙開発を知る」、NHK FMラジオ、2019年7月7日
- 『GOOD NEIGHBORS』、J-WAVE、2019年9月12日
- 『OH! HAPPY MORNING』"TODAY'S FOCUS" 「宇宙産業の未来について」、JFN、2023年5月3日[25]

ほか

### テレビ
- 『検証!　機動戦士ガンダムの世界　〜宇宙世紀への道〜』、日本BS放送開局記念番組、2007年12月1日[24]
- 『所さんの目がテン!』「神秘　月光虹＆月光発電」、日本テレビ、2009年9月19日※取材協力
- 『ワンダー×ワンダー』　「ここまで来た！月面基地計画」、NHK総合テレビ、2009年10月24日
- 『時論公論』　「太陽系を越えて　ボイジャーが残したもの」、NHK総合テレビ、2013年9月21日
- 『視点・論点』　「ボイジャーが残したもの」、NHK総合テレビ、2013年10月25日
- 『幻解!超常ファイル ダークサイド・ミステリー』「File.06 UFO&トリノ聖骸布の謎」、NHK BSプレミアム、2013年11月7日
- 『幻解!超常ファイル ダークサイド・ミステリー』「File. 08 アポロとNASAの陰謀！？&平将門の首塚」、NHK BSプレミアム、2014年3月26日
- 『視点・論点』　「冥王星を越えて、ロマンを越えて」、    NHK教育テレビ、2015年8月25日
- 『視点・論点』　「火星への夢」、NHK総合テレビ・NHK教育テレビ、2016年2月18日
- 『視点・論点』　「冥王星が見せた素顔」、NHK総合テレビ・NHK教育テレビ、2016年11月28日
- 『コズミックフロント☆NEXT』　「フェイク？真実？検証 宇宙のミステリー」、NHK BSプレミアム、2018年5月24日
- 『世界一受けたい授業』「月への偉大な一歩から50年 月面着陸成功の真実を息子が語る！」、日本テレビ、2019年2月23日※取材協力・監修
- 『視点・論点』「アポロから50年　月・惑星探査の未来」、NHK教育テレビ・NHK総合テレビ、2019年4月1日[25]
- 『サイエンスZERO』「宇宙夜話＃１　とことん味わう　はやぶさ2」、NHK教育テレビ、2019年4月7日
- 『サイエンスZERO』「アポロ月面着陸から50年 知られざる分岐点」、NHK教育テレビ、2019年7月7日※取材協力・監修
- 『月着陸50年　ムーンウォーカーが見た絶景』、NHK BS4K・8K、2019年7月20日
- 『幻解!超常ファイル』「2時間スペシャル！超常映像2019」、NHK BSプレミアム、2019年12月30日
- 『クローズアップ現代プラス』「世界をリード 日本の小惑星探査 ～密着 はやぶさ２の舞台裏～」、NHK総合テレビ、2021年12月8日[25]
- 『幻解!超常ファイル』「File-28 最新超常映像2020」、NHK BSプレミアム、2020年12月30日[25]
- 『サイエンスZERO』「はやぶさ2　知られざる原点」、NHK教育テレビ、2021年1月31日[25]
- 『幻解!超常ファイルスペシャル』「最新超常映像2021」、NHK BSプレミアム、2021年12月30日[25]
- 『中秋の名月　とっておきの満月』、NHK BSプレミアム 、2022年9月10日[25]
- 『年またぎ宇宙スペシャル第1部　ゆく地球(ほし)くる地球2022-2023』、BSテレビ東京、2022年12月31日[25]
- 『驚き！ニッポンの底力 宇宙開発物語』、NHK BSプレミアム　2023年8月12日[25]

ほか

## 論文
- CiNii 寺薗淳也
- 寺薗淳也 - researchmap